# Камілла (Джорджія)
Камілла (англ. Camilla) — місто (англ. city) в США, в окрузі Мітчелл штату Джорджія. Населення — 5187 осіб (2020).

## Географія
Камілла розташована за координатами 31°14′10″ пн. ш. 84°12′23″ зх. д. / 31.23611° пн. ш. 84.20639° зх. д. (31.236152, -84.206523).  За даними Бюро перепису населення США в 2010 році місто мало площу 16,11 км², з яких 16,07 км² — суходіл та 0,03 км² — водойми. В 2017 році площа становила 17,13 км², з яких 17,10 км² — суходіл та 0,03 км² — водойми.

### Клімат
| Клімат : Камілла      | Клімат : Камілла | Клімат : Камілла | Клімат : Камілла | Клімат : Камілла | Клімат : Камілла | Клімат : Камілла | Клімат : Камілла | Клімат : Камілла | Клімат : Камілла | Клімат : Камілла | Клімат : Камілла | Клімат : Камілла | Клімат : Камілла |
| Показник              | Січ.             | Лют.             | Бер.             | Квіт.            | Трав.            | Черв.            | Лип.             | Серп.            | Вер.             | Жовт.            | Лист.            | Груд.            | Рік              |
| Середній максимум, °C | 16,7             | 18,9             | 22,8             | 26,7             | 30,6             | 32,8             | 33,3             | 33,3             | 31,1             | 27,2             | 22,2             | 17,8             | 26,1             |
| Середній мінімум, °C  | 3,9              | 5,6              | 8,9              | 12,2             | 16,7             | 20,6             | 21,7             | 21,7             | 19,4             | 12,8             | 7,8              | 4,4              | 12,8             |
| Норма опадів, мм      | 117              | 114              | 140              | 104              | 91               | 130              | 150              | 122              | 99               | 56               | 76               | 102              | 1306             |
| --------------------- | ---------------- | ---------------- | ---------------- | ---------------- | ---------------- | ---------------- | ---------------- | ---------------- | ---------------- | ---------------- | ---------------- | ---------------- | ---------------- |
| Джерело: Weatherbase  |                  |                  |                  |                  |                  |                  |                  |                  |                  |                  |                  |                  |                  |

## Демографія
Згідно з переписом 2010 року, у місті мешкало 5360 осіб у 1935 домогосподарствах у складі 1349 родин. Густота населення становила 333 особи/км².  Було 2154 помешкання (134/км²).
Расовий склад населення:
| - 69,2 % — чорних або афроамериканців - 24,9 % — білих - 0,9 % — азіатів - 0,3 % — корінних американців - 4,0 % — осіб інших рас |

До двох чи більше рас належало 0,8 %. Частка іспаномовних становила 4,6 % від усіх жителів.
За віковим діапазоном населення розподілялося таким чином: 28,3 % — особи молодші 18 років, 58,7 % — особи у віці 18—64 років, 13,0 % — особи у віці 65 років та старші. Медіана віку мешканця становила 33,4 року. На 100 осіб жіночої статі у місті припадало 87,8 чоловіків;  на 100 жінок у віці від 18 років та старших — 79,7 чоловіків також старших 18 років.
Середній дохід на одне домашнє господарство  становив 37 739 доларів США (медіана — 24 549), а середній дохід на одну сім'ю — 46 148 доларів (медіана — 31 321). Медіана доходів становила 33 229 доларів для чоловіків та 24 233 долари для жінок. За межею бідності перебувало 33,3 % осіб, у тому числі 50,3 % дітей у віці до 18 років та 22,6 % осіб у віці 65 років та старших.
Цивільне працевлаштоване населення становило 1749 осіб. Основні галузі зайнятості: виробництво — 19,7 %, освіта, охорона здоров'я та соціальна допомога — 19,3 %, роздрібна торгівля — 13,1 %.